# Stipa annua
Stipa annua är en gräsart som beskrevs av Carl Christian Mez. Stipa annua ingår i släktet fjädergrässläktet, och familjen gräs. Inga underarter finns listade i Catalogue of Life.